# Reikartz Hotel Group
Optima Hotel Group (Мережа готелів Optima) — національна мережа готелів України. Поєднує 40 бізнес-готелів та курортів 3-4 зірки в Україні та за кордоном, а також 40 ресторанів. Компанія була заснована у 2003 році. Станом на другу половину 2024 року мережа Optima Hotel Group включала 64 готелі в Україні. Головний виконавчий директор Optima Hotel Group — Себастіан Кремер.

## Опис
Компанія Optima Hotel Group об'єднує 4 готельних бренди: Optima Hotels & Resorts, Optima Collection Hotel, Vita Park, Raziotel. У мережі готелів Reikartz існує 3 програми лояльності: Optima Club, Optima Priority Guest й Optima Corporate Guest.

## Історія
- 2008 — відкриття першого готелю мережі — VitaPark Карпати 4*.
- 2012 — вихід на ринок брендів Vita Park та Raziotel.[5][6]
- 2013 — вихід на ринок бренду Optima.
- травень, 2013 — відкриття першого концептуального ресторану «Primavera».
- 2017 — вихід на ринок бренду Optima Collection.

## Перелік готелів

### Україна
- Optima Collection Парк Готель Івано-Франківськ
- Optima Вінниця
- Optima Collection Троїцька
- Optima Collection Дніпро
- Optima Collection Житомир
- VitaPark Карпати
- VitaPark Поляна
- Optima Запоріжжя
- Optima Collection Кам'янець-Подільський
- Raziotel Київ (вул. Ямська)
- Raziotel Київ (  «Бориспільська»)
- VitaPark Борисфен
- Optima Кременчук
- Optima Делюкс Кривий Ріг
- Raziotel Кривий Ріг
- Optima Collection Аврора Кривий Ріг
- Optima Кропивницький
- Optima Дворжец Львів
- Optima Collection Медіваль Львів
- Optima Collection Мурал Львів
- Optima Рівер Миколаїв
- Optima Collection Галерея Полтава
- VitaPark Почаїв
- Optima Рівне
- Optima Суми
- Optima Collection Харків
- Optima Херсон
- Optima Черкаси
- Optima Collection Аквадар
- Optima Collection Чернігів

Львів:
Львівська частина мережі складається з трьох готелів «Optima Collection Медіваль Львів», «Optima Дворжец Львів» та «Optima Collection Мурал Львів». Будівлі, де розміщено готелі, належать ТОВ «Optima і партнери. Україна».